# Grande-Bretagne aux Jeux paralympiques d'été de 2012
Le Royaume-Uni participe (sous le nom de "Grande-Bretagne" pour des raisons historiques) aux Jeux paralympiques d'été de 2012 en tant que pays organisateur. Le Royaume-Uni a participé à tous les Jeux paralympiques et a gagné en tout 1 552 médailles.
Le pays accueille ces Jeux pour la deuxième fois, après ceux de 1984 à Stoke Mandeville (coorganisés avec les États-Unis). Les Jeux de 2012 sont présentés comme un « retour au pays », le mouvement paralympique étant né d'une initiative du docteur Ludwig Guttmann à Stoke Mandeville en 1948 ; il y avait organisé des Jeux pour ses patients handicapés de guerre,.
La délégation britannique vise à défendre sa seconde place au tableau des médailles, qu'elle conserve depuis les Jeux de 2000.

## Médailles

### Médailles d'or
| Sport               | Discipline                                    | Athlète(s)                                                                     | Performance         | Date               |
| Médailles d'or : 34 |                                               |                                                                                |                     |                    |
| Athlétisme          | 100 m femmes T34                              | Hannah Cockroft                                                                | 18 s 06             | 31 août 2012       |
| Athlétisme          | 200 m hommes T42                              | Richard Whitehead                                                              | 24 s 38 (RM)        | 1er septembre 2012 |
| Athlétisme          | 5 000 m hommes T54                            | David Weir                                                                     | 11 min 07 s 65      | 2 septembre 2012   |
| Athlétisme          | Lancer de disque hommes F42                   | Aled Davies                                                                    | 46,14 m             | 2 septembre 2012   |
| Athlétisme          | 100 m hommes T53                              | Mickey Bushell                                                                 | 14 s 75 (RP)        | 3 septembre 2012   |
| Athlétisme          | 1 500 m hommes T54                            | David Weir                                                                     | 3 min 12 s 09       | 4 septembre 2012   |
| Athlétisme          | 100 m hommes T44                              | Jonnie Peacock                                                                 | 10 s 90             | 6 septembre 2012   |
| Athlétisme          | 800 m hommes T54                              | David Weir                                                                     | 1 min 37 s 63       | 6 septembre 2012   |
| Athlétisme          | 200 m femmes T34                              | Hannah Cockroft                                                                | 31 s 90 RP          | 6 septembre 2012   |
| Athlétisme          | Lancer du disque femmes F51/52/53             | Josie Pearson                                                                  | 6,58 m RM           | 7 septembre 2012   |
| Athlétisme          | Marathon hommes T54                           | David Weir                                                                     | 1 h 30 min 20 s     | 9 septembre 2012   |
| Aviron              | Quatre barré mixte LTA                        | Pamela Relph Naomi Riches David Smith James Roe Barreur : Lily van den Broecke | 3 min 19 s 38       | 2 septembre 2012   |
| Cyclisme            | Poursuite individuelle hommes C1              | Mark Lee Colbourne                                                             | 3 min 53 s 970      | 31 août 2012       |
| Cyclisme            | 1 km contre-la-montre individuel hommes B     | Neil Fachie                                                                    | 1 min 01 s 351 (RM) | 1er septembre 2012 |
| Cyclisme            | Sprint individuel B                           | Anthony Kappes                                                                 |                     | 2 septembre 2012   |
| Cyclisme            | Poursuite individuelle femmes C5              | Sarah Storey                                                                   | 3 min 32 s 170      | 2 septembre 2012   |
| Cyclisme            | 500 m contre-la-montre individuel femmes C4-5 | Sarah Storey                                                                   | 36 s 997            | 2 septembre 2012   |
| Cyclisme            | Contre-la-montre individuel femmes C5         | Sarah Storey                                                                   | 22 min 40 s 66      | 5 septembre 2012   |
| Cyclisme            | Course en ligne individuelle femmes C4-5      | Sarah Storey                                                                   | 1 h 40 min 36 s     | 6 septembre 2012   |
| Cyclisme            | Course en ligne mixte T1-2                    | David Stone                                                                    | 45 min 17 s         | 8 septembre 2012   |
| Équitation          | Classement par équipes                        | Lee Pearson Sophie Wells Deborah Criddle Sophie Christiansen                   | 468.817             | 30 août 2012       |
| Équitation          | Grand prix individuel catégorie II            | Natasha Baker                                                                  | 76.857              | 1er septembre 2012 |
| Équitation          | Grand prix individuel catégorie Ia            | Sophie Christiansen                                                            | 82.750              | 2 septembre 2012   |
| Équitation          | Grand prix libre catégorie II                 | Natasha Baker                                                                  | 82.800              | 3 septembre 2012   |
| Équitation          | Grand prix libre catégorie Ia                 | Sophie Christiansen                                                            | 84.750              | 4 septembre 2012   |
| Natation            | 100m dos hommes S7                            | Jonathan Fox                                                                   | 1 min 10 s 46       | 30 août 2012       |
| Natation            | 400 m nage libre femmes S6                    | Eleanor Simmonds                                                               | 5 min 19 s 17 (RM)  | 1er septembre 2012 |
| Natation            | 200 m nage libre femmes S14                   | Jessica-Jane Applegate                                                         | 2 min 12 s 63 (RP)  | 2 septembre 2012   |
| Natation            | 200 m 4 nages femmes SM6                      | Eleanor Simmonds                                                               | 3 min 05 s 39 (RM)  | 3 septembre 2012   |
| Natation            | 100 m dos femmes S8                           | Heather Frederiksen                                                            | 1 min 17 s 00       | 4 septembre 2012   |
| Natation            | 200 m 4 nages hommes SM8                      | Oliver Hynd                                                                    | 2 min 24 s 63 (REu) | 5 septembre 2012   |
| Natation            | 400 m nage libre hommes S7                    | Josef Craig                                                                    | 4 min 42 s 81 (RM)  | 6 septembre 2012   |
| Tir à l'arc         | Combiné individuel femmes                     | Danielle Brown                                                                 | 6 - 4               | 4 septembre 2012   |
| Voile               | Star individuel mixte                         | Helena Lucas                                                                   |                     | 5 septembre 2012   |

### Médailles d'argent
| Sport                   | Discipline                                | Athlète(s)                                                           | Performance         | Date               |
| Médailles d'argent : 43 |                                           |                                                                      |                     |                    |
| Athlétisme              | 100 m hommes T36                          | Graeme Ballard                                                       | 12 s 24             | 2 septembre 2012   |
| Athlétisme              | Saut en longueur femmes F42/44            | Stef Reid                                                            | 5,28 m (RP)         | 2 septembre 2012   |
| Athlétisme              | 100 m femmes T12                          | Libby Clegg                                                          | 12 s 13             | 2 septembre 2012   |
| Athlétisme              | 400 m hommes T36                          | Paul Blake                                                           | 54 s 22             | 4 septembre 2012   |
| Athlétisme              | 200 m femmes T37                          | Bethany Woodward                                                     | 29 s 65             | 5 septembre 2012   |
| Athlétisme              | Lancer du disque hommes F44               | Dan Greaves                                                          | 59,01 m             | 6 septembre 2012   |
| Athlétisme              | Marathon femmes T54                       | Shelly Woods                                                         | 1 h 46 min 33 s     | 9 septembre 2012   |
| Boccia                  | Individuel mixte BC1                      | David Smith                                                          | 0 - 7               | 8 septembre 2012   |
| Cyclisme                | 1 km contre-la-montre individuel C1-2-3   | Mark Lee Colbourne                                                   | 1 min 08 s 471      | 30 août 2012       |
| Cyclisme                | Poursuite individuelle hommes C3          | Shaun McKeown                                                        | 3 min 36 s 427      | 31 août 2012       |
| Cyclisme                | 1 km contre-la-montre individuel C4-5     | Jon-Allan Butterworth                                                | 1 min 05 s 985      | 31 août 2012       |
| Cyclisme                | 1 km contre-la-montre individuel femmes B | Aileen McGlynn                                                       | 1 min 09 s 469      | 31 août 2012       |
| Cyclisme                | Poursuite individuelle hommes C5          | Jon-Allan Butterworth                                                | 4 min 35 s 026      | 1er septembre 2012 |
| Cyclisme                | Sprint individuel hommes B                | Neil Fachie                                                          |                     | 2 septembre 2012   |
| Cyclisme                | Sprint mixte C1-5                         | Jon-Allan Butterworth Darren Kenny Richard Waddon                    | 49 s 808            | 2 septembre 2012   |
| Cyclisme                | Contre-la-montre individuel hommes C1     | Mark Lee Colbourne                                                   | 25 min 29 s 37      | 5 septembre 2012   |
| Cyclisme                | Contre-la-montre individuel femmes H1-2   | Karen Darke                                                          | 33 min 16 s 09      | 5 septembre 2012   |
| Équitation              | Grand Prix individuel catégorie Ib        | Lee Pearson                                                          | 75.391              | 1er septembre 2012 |
| Équitation              | Grand Prix individuel catégorie III       | Deborah Criddle                                                      | 71.267              | 2 septembre 2012   |
| Équitation              | Grand Prix individuel catégorie IV        | Sophie Wells                                                         | 76.323              | 2 septembre 2012   |
| Équitation              | Grand Prix libre catégorie III            | Deborah Criddle                                                      | 78.550              | 4 septembre 2012   |
| Équitation              | Grand Prix libre catégorie IV             | Sophie Wells                                                         | 81.150              | 4 septembre 2012   |
| Judo                    | Moins de 90 kg hommes                     | Samuel Ingram                                                        | 000 - 001           | 1er septembre 2012 |
| Natation                | 400 m nage libre femmes S12               | Hannah Russel                                                        | 4 min 38 s 60       | 30 août 2012       |
| Natation                | 100 m dos femmes S6                       | Nyree Kindred                                                        | 1 min 26 s 23       | 30 août 2012       |
| Natation                | 100 m dos femmes S9                       | Stephanie Millward                                                   | 1 min 11 s 07       | 31 août 2012       |
| Natation                | 400 m nage libre hommes S8                | Oliver Hynd                                                          | 4 min 27 s 88       | 31 août 2012       |
| Natation                | 100 m dos hommes S9                       | James Crisp                                                          | 1 min 03 s 62       | 31 août 2012       |
| Natation                | 100 m dos hommes S14                      | Aaron Moores                                                         | 1 min 04 s 44       | 31 août 2012       |
| Natation                | 400 m nage libre femmes S8                | Heather Frederiksen                                                  | 5 min 00 s 50       | 31 août 2012       |
| Natation                | 100 m brasse femmes SB8                   | Claire Cashmore                                                      | 1 min 20 s 39       | 1er septembre 2012 |
| Natation                | 200 m 4 nages hommes SM6                  | Sascha Kindred                                                       | 2 min 41 s 50 (REu) | 3 septembre 2012   |
| Natation                | 400 m nage libre femmes S9                | Stephanie Millward                                                   | 4 min 40 s 01 (REu) | 4 septembre 2012   |
| Natation                | 50 m nage libre femmes S9                 | Louise Watkin                                                        | 29 s 21             | 5 septembre 2012   |
| Natation                | 100 m brasse femmes SB6                   | Charlotte Henshaw                                                    | 1 min 39 s 16       | 5 septembre 2012   |
| Natation                | 100 m nage libre femmes S8                | Heather Frederiksen                                                  | 1 min 08 s 06       | 6 septembre 2012   |
| Natation                | 200 m 4 nages femmes SM9                  | Stephanie Millward                                                   | 2 min 36 s 21       | 6 septembre 2012   |
| Natation                | Relais 4 × 100 m 4 nages femmes 34 points | Heather Frederiksen Claire Cashmore Stephanie Millward Louise Watkin | 4 min 53 s 98       | 7 septembre 2012   |
| Natation                | 100 m nage libre femmes S6                | Eleanor Simmonds                                                     | 1 min 14 s 82 (REu) | 8 septembre 2012   |
| Tennis                  | Double catégorie Quad                     | Peter Norfolk Andy Lapthorne                                         | 2-6 / 7-5 / 2-6     | 5 septembre 2012   |
| Tennis de table         | Simple hommes catégorie 7                 | William Bayley                                                       | 1 - 3               | 2 septembre 2012   |
| Tir                     | Carabine à 10 m couché SH1                | Matthew Skelhon                                                      | 706.4               | 1er septembre 2012 |
| Tir à l'arc             | Combiné individuel femmes                 | Mel Clarke                                                           | 4 - 6               | 4 septembre 2012   |

### Médailles de bronze
| Sport                    | Discipline                                      | Athlète(s)                                                        | Performance          | Date               |
| Médailles de bronze : 43 |                                                 |                                                                   |                      |                    |
| Athlétisme               | Lancer du poids hommes F42/44                   | Aled Davies                                                       | 13,78 m              | 31 août 2012       |
| Athlétisme               | Lancer du poids hommes F54/55/56                | Robin Womack                                                      | 11,34 m              | 1er septembre 2012 |
| Athlétisme               | Lancer de massue femmes F31/32/51               | Gemma Prescott                                                    | 20,50 m              | 1er septembre 2012 |
| Athlétisme               | Lancer du disque femmes F11/12                  | Claire Williams                                                   | 39,63 m              | 1er septembre 2012 |
| Athlétisme               | Relais 4 × 100 m femmes T35/T38                 | Olivia Breen Bethany Woodward Katrina Hart Jenny McLoughlin       | 50 s 08              | 4 septembre 2012   |
| Athlétisme               | 1 500 m hommes T13                              | David Devine                                                      | 3 min 49 s 79        | 4 septembre 2012   |
| Athlétisme               | 800 m hommes T12                                | David Devine                                                      | 1 min 58 s 72        | 5 septembre 2012   |
| Athlétisme               | 100 m hommes T46                                | Ola Abidogun                                                      | 11 s 23              | 6 septembre 2012   |
| Athlétisme               | 200 m hommes T36                                | Ben Rushgrove                                                     | 24 s 83              | 6 septembre 2012   |
| Athlétisme               | 800 m hommes T36                                | Paul Blake                                                        | 2 min 08 s 24        | 6 septembre 2012   |
| Athlétisme               | Lancer du disque femmes F37                     | Beverley Jones                                                    | 30,99 m              | 6 septembre 2012   |
| Boccia                   | Par équipes mixte BC1-2                         | Daniel Bentley Nigel Murray Zoe Robinson David Smith              | 7 - 5                | 4 septembre 2012   |
| Cyclisme                 | Poursuite individuelle hommes C3                | Darren Kenny                                                      | 3 min 37 s 977       | 31 août 2012       |
| Cyclisme                 | Poursuite individuelle hommes C4                | Jody Cundy                                                        | 4 min 42 s 005       | 1er septembre 2012 |
| Cyclisme                 | Poursuite individuelle femmes B                 | Aileen McGlynn                                                    | 3 min 36 s 930       | 2 septembre 2012   |
| Cyclisme                 | Contre-la-montre individuel mixte T1-2          | David Stone                                                       | 14 min 25 s 66       | 5 septembre 2012   |
| Cyclisme                 | Course en ligne individuelle femmes H1-3        | Rachel Morris                                                     | 1 h 43 min 08 s      | 7 septembre 2012   |
| Escrime                  | Doubles femmes                                  | Lucy Shuker Jordanne Whiley                                       | 6-7 / 7-6 / 6-3      | 7 septembre 2012   |
| Équitation               | Grand Prix libre catégorie Ib                   | Lee Pearson                                                       | 74.200               | 3 septembre 2012   |
| Judo                     | Moins de 60 kg hommes                           | Ben Quilter                                                       | 100 - 000            | 30 août 2012       |
| Haltérophilie            | Moins de 40 kg femmes                           | Zoe Newson                                                        | 88 kg                | 30 août 2012       |
| Natation                 | 400 m nage libre hommes S8                      | Sam Hynd                                                          | 4 min 32 s 93        | 31 août 2012       |
| Natation                 | 400 m nage libre hommes S6                      | Matthew Whorwood                                                  | 5 min 11 s 59        | 1er septembre 2012 |
| Natation                 | 100 m papillon femmes S12                       | Hannah Russell                                                    | 1 min 08 s 57        | 2 septembre 2012   |
| Natation                 | 100 m papillon hommes S12                       | James Clegg                                                       | 1 min 00 s 00        | 2 septembre 2012   |
| Natation                 | 100 m nage libre femmes S7                      | Susannah Rodgers                                                  | 1 min 12 s 61        | 3 septembre 2012   |
| Natation                 | 200 m 4 nages femmes SM6                        | Natalie Jones                                                     | 3 min 14 s 29        | 3 septembre 2012   |
| Natation                 | Relais 4 × 100 m nage libre catégorie 34 points | Stephanie Millward Claire Cashmore Susannah Rodgers Louise Watkin | 4 min 24 s 71 (REu)  | 3 septembre 2012   |
| Natation                 | 50 m nage libre hommes S7                       | Matthew Walker                                                    | 28 s 47              | 4 septembre 2012   |
| Natation                 | 100 m dos hommes S8                             | Oliver Hynd                                                       | 1 min 08 s 53        | 4 septembre 2012   |
| Natation                 | 50 m nage libre femmes S6                       | Eleanor Simmonds                                                  | 36 s 11              | 4 septembre 2012   |
| Natation                 | 400 m nage libre hommes S10                     | Robert Welbourn                                                   | 4 min 08 s 18        | 5 septembre 2012   |
| Natation                 | 100 m brasse femmes SB6                         | Elizabeth Johnson                                                 | 1 min 40 s 90        | 5 septembre 2012   |
| Natation                 | 100 m dos femmes S12                            | Hannah Russell                                                    | 1 min 10 s 15        | 5 septembre 2012   |
| Natation                 | 400 m nage libre femmes S7                      | Susannah Rodgers                                                  | 5 min 18 s 93 (REu)  | 6 septembre 2012   |
| Natation                 | 200 m 4 nages femmes SM9                        | Louise Watkin                                                     | 2 min 37 s 79        | 6 septembre 2012   |
| Natation                 | 100 m brasse femmes SB9                         | Harriet Lee                                                       | 1 min 19 s 53        | 8 septembre 2012   |
| Tennis de table          | Simple hommes catégorie 1                       | Paul Davies                                                       | 3 - 2                | 3 septembre 2012   |
| Tennis de table          | Par équipes hommes catégorie 6-8                | William Bayley Ross Wilson Aaron McKibbin                         | 3 - 0                | 7 septembre 2012   |
| Tennis de table          | Par équipes femmes catégorie 1-3                | Jane Campbell Sara Head                                           | 3 - 2                | 7 septembre 2012   |
| Tir                      | Carabine à 10 m couché mixte                    | James Bevis                                                       | 705.9 (barrage 10.4) | 1er septembre 2012 |
| Tir                      | Carabine à 50 m couché mixte                    | Matthew Skelhon                                                   | 693.2                | 4 septembre 2012   |
| Voile                    | SKUD 18 2 personnes mixte                       | Alexandra Rickham Niki Birrell                                    |                      | 5 septembre 2012   |

### Athlètes plusieurs fois médaillés
Liste des athlètes paralympiques britanniques  ayant obtenu au moins 3 médailles.
| #  | Athlète               | Sport      |   |   |   | Total |
| -- | --------------------- | ---------- | - | - | - | ----- |
| 1  | David Weir            | Athlétisme | 4 | 0 | 0 | 4     |
| 1  | Sarah Storey          | Cyclisme   | 4 | 0 | 0 | 4     |
| 3  | Sophie Christiansen   | Équitation | 3 | 0 | 0 | 3     |
| 4  | Eleanor Simmonds      | Natation   | 2 | 0 | 1 | 3     |
| 5  | Mark Lee Colbourne    | Cyclisme   | 1 | 2 | 0 | 3     |
| 5  | Deborah Criddle       | Équitation | 1 | 2 | 0 | 3     |
| 5  | Sophie Wells          | Équitation | 1 | 2 | 0 | 3     |
| 8  | Heather Frederiksen   | Natation   | 1 | 3 | 0 | 4     |
| 9  | Lee Pearson           | Équitation | 1 | 1 | 1 | 3     |
| 9  | Oliver Hynd           | Natation   | 1 | 1 | 1 | 3     |
| 11 | Stephanie Millward    | Natation   | 0 | 4 | 1 | 5     |
| 12 | Jon-Allan Butterworth | Cyclisme   | 0 | 3 | 0 | 3     |
| 12 | Louise Watkin         | Natation   | 0 | 2 | 2 | 4     |
| 13 | Claire Cashmore       | Natation   | 0 | 2 | 1 | 3     |
| 14 | Hannah Russell        | Natation   | 0 | 1 | 2 | 3     |
| 15 | Susie Rodgers         | Natation   | 0 | 0 | 3 | 3     |

## Athlétisme

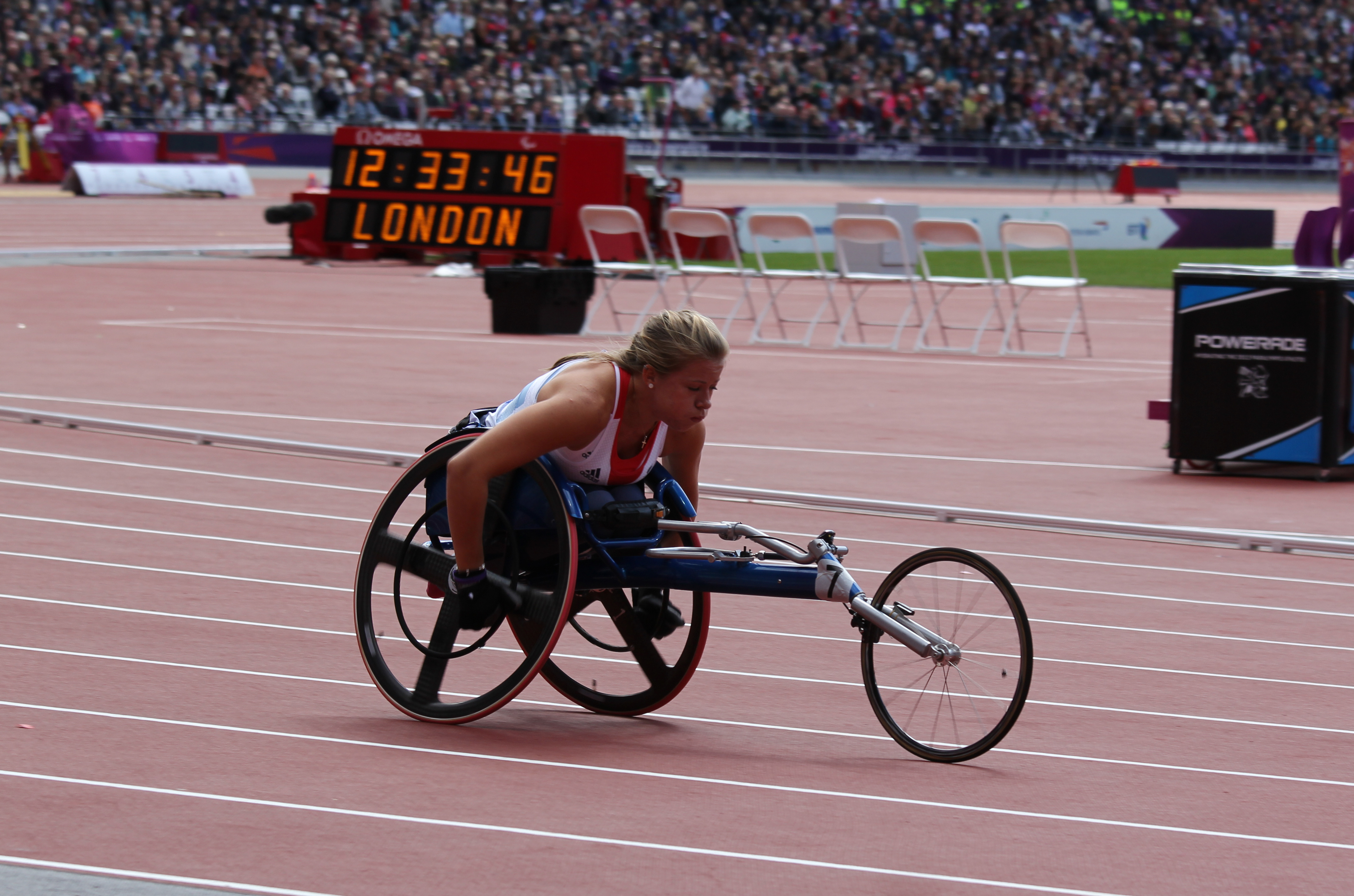
Hannah Cockroft dans les séries du 100 m femmes T34

Hommes
- Ola Abidogun
- Graeme Ballard
- Paul Blake
- Mickey Bushell
- Jamie Carter
- Aled Davies
- Derek Derenalagi
- David Devine (en)
- Kyron Duke
- Jordan Howe
- Daniel Greaves
- Rhys Jones
- Dean Miller
- Stephen Miller
- Scott Moorhouse
- Steve Morris
- Stephen Osborne
- Jonnie Peacock
- Sam Ruddock
- Ben Rushgrove
- Nathan Stephens
- Kieran Tscherniawsky
- David Weir
- Dan West
- Richard Whitehead
- Robin Womack

Femmes
- Hollie Arnold
- Olivia Breen
- Sally Brown
- Libby Clegg
- Hannah Cockroft
- Katrina Hart
- Tracey Hinton
- Beverley Jones
- Jade Jones
- Sophie Kamlish
- Jenny McLoughlin
- Maxine Moore
- Mel Nicholls
- Josie Pearson
- Gemma Prescott
- Stefanie Reid
- Hazel Robson
- Sophia Warner
- Claire Williams
- Shelly Woods
- Bethy Woodward

## Aviron
- Tom Aggar
- Sam Scowen
- Nick Beighton
- Lily van den Broecke
- Naomi Riches
- Pamela Relph
- James Roe
- David Smith

## Basket-ball en fauteuil
Hommes
- Matt Byrne
- Terry Bywater
- Gaz Choudhry
- Peter Finbow
- Jon Hall
- Dan Highcock
- Abdi Jama
- Simon Munn
- Ade Orogbemi
- Jon Pollock
- Ian Sagar
- Matt Sealy

Femmes
- Amy Conroy
- Natasha Davies
- Helen Freeman
- Sarah Grady
- Judith Hamer
- Caroline Maclean
- Sarah McPhee
- Clare Strange
- Louise Sugden
- Maddie Thompson
- Helen Turner
- Laurie Williams

## Boccia
Hommes
- Daniel Bentley
- Scott McCowan
- Jacob Thomas
- Peter McGuire
- Stephen McGuire
- Nigel Murray
- David Smith

Femmes
- Jessica Hunter
- Zoe Robinson

## Cyclisme

### Piste
Hommes
- Jon-Allan Butterworth
- Mark Lee Colbourne
- Anthony Kappes
- Darren Kenny
- Neil Fachie
- Craig MacLean (pilote)
- Shaun McKeown
- Barney Storey
- Rik Waddon

Femmes
- Jody Cundy
- Fiona Duncan (pilote)
- Crystal Lane
- Aileen McGlynn
- Helen Scott (pilote)
- Sarah Storey
- Lora Turnham

### Route
Hommes
- Jon-Allan Butterworth
- Mark Lee Colbourne
- Crystal Lane
- Craig MacLean (pilote)
- Shaun McKeown
- David Stone
- Barney Storey (pilote)

Femmes
- Karen Darke
- Fiona Duncan (pilote)
- Crystal Lane
- Rachel Morris
- Helen Scott (pilote)
- Sarah Storey
- Lora Turnham

## Équitation
- Natasha Baker
- Deborah Criddle
- Sophie Christiansen
- Lee Pearson
- Sophie Wells

## Escrime
Hommes
- Tom Hall-Butcher
- David Heaton
- Craig McCann
- Simon Wilson

Femmes
- Gemma Collis
- Gabby Down
- Justine Moore

## Football à 5
Hommes
- Lee Brunton
- David Clarke
- Daniel English
- Darren Harris
- Dan James
- William Norman
- Keryn Seal
- Lewis Skyers
- Roy Turnham
- Robin Williams

## Football à 7
Hommes
- Michael Barker
- Craig Connell
- Ibrahima Diallo
- Matthew Dimbylow
- Matthew Ellis
- George Fletcher
- Blair Glynn
- Jonathan Paterson
- Alistair Patrick-Hesleton
- James Richmond
- Martin Sinclair
- Billy Thompson

## Goalball
Hommes
- Joe Dodson
- Simon Goodall
- Niall Graham
- Adam Knott
- David Knott
- Michael Sharkey

Femmes
- Georgina Bullen
- Jessica Luke
- Amy Ottaway
- Anna Sharkey
- Louise Simpson

## Haltérophilie
Hommes
- Jason Irving
- Ali Jawad
- Anthony Peddle

Femmes
- Natalie Blake
- Zoe Newson

## Judo
Hommes
- Joe Ingram
- Sam Ingram
- Dan Powell
- Marc Powell
- Ben Quilter

## Natation
Hommes
- James Anderson
- Jack Bridge
- James Clegg
- Josef Craig
- James Crisp
- Graham Edmunds
- Jonathan Fox
- Sean Fraser (en)
- James Hollis
- Oliver Hynd
- Sam Hynd
- Sascha Kindred
- Aaron Moores
- Andrew Mullen
- James O'Shea
- Daniel Pepper
- Morgyn Peters
- Ben Procter
- Craig Rodgie
- Anthony Stephens
- Matthew Walker
- Robert Welbourn
- Matthew Whorwood
- Thomas Young

Femmes
- Gemma Almond
- Jessica-Jane Applegate
- Claire Cashmore
- Chloe Davies
- Heather Frederiksen
- Rhiannon Henry
- Charlotte Henshaw
- Emma Hollis
- Elizabeth Johnson
- Natalie Jones
- Nyree Kindred
- Harriet Lee
- Amy Marren
- Natalie Massey
- Stephanie Millward
- Susie Rodgers
- Hannah Russell
- Eleanor Simmonds
- Lauren Steadman
- Louise Watkin

## Rugby en fauteuil
- David Anthony
- Andy Barrow
- Steve Brown
- Jonny Coggan
- Kylie Grimes
- Bulbul Hussain
- Mike Kerr
- Ross Morrison
- Myles Pearson
- Aaron Phipps
- Mandip Sehmi

## Tennis en fauteuil
Hommes
- Jamie Burdekin
- Alex Jewitt
- Andy Lapthorne
- Marc McCarroll
- Peter Norfolk
- David Phillipson
- Gordon Reid

Femmes
- Louise Hunt
- Lucy Shuker
- Jordanne Whiley

## Tennis de table
Hommes
- William Bayley
- Paul Davies
- Robert Davies
- Kim Daybell
- Paul Karabardak
- Aaron McKibbin
- Scott Robertson
- David Wetherill
- Ross Wilson

Femmes
- Victoria Bromley
- Jane Campbell
- Sue Gilroy
- Sara Head

## Tir
Hommes
- James Bevis
- Adrian Bunclark
- Ryan Cockbill
- Richard Davies
- Adam Fontain
- Benjamin Jesson
- Nathan Milgate
- Matthew Skelhon

Femmes
- Karen Butler
- Georgina Callingham
- Deanna Coates
- Amanda Pankhurst

## Tir à l'arc
Hommes
- Kenny Allen
- Phil Bottomley
- Paul Browne
- John Cavanagh
- Murray Elliot
- Richard Hennahane
- John Stubbs

Femmes
- Pippa Britton
- Danielle Brown
- Mel Clarke
- Kate Murray
- Sharon Vennard
- Leigh Walmsley

## Voile
- Niki Birrell
- Helena Lucas
- Alexandra Rickham
- John Robertson
- Hannah Stodel
- Stephen Thomas

## Volley-ball
Hommes
- Richard Dobell
- Benjamin Thomas Hall
- John Munro
- Justin Phillips
- Anton Raimondo
- Netra Rana
- Robert Richardson
- James Roberts
- Samuel Scott
- Charlie Walker
- John Worrall

Femmes
- Samantha Bowen
- Amy Brierly
- Jessica Frezza
- Andrea Green
- Claire Harvey
- Nicole Hill
- Jessica O'Brien
- Julie Rogers
- Victoria Widdup
- Emma Wiggs
- Martine Wright